# Ringfinger

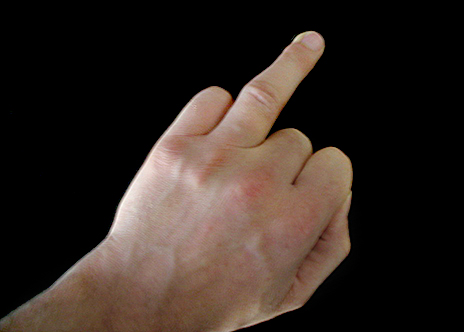
Ringfinger

Ringfinger (latin: digitus anularis) är handens fjärde finger. Namnet kommer av att förlovningsring och vigselring ska sitta på vänster ringfinger (i bland annat svensk tradition). Att detta är en gammal tradition visar ett citat av Aulus Gellius, omkring 150 e.Kr.: 
| ”                                   | Jag har hört att de gamla grekerna bar en ring på det finger på vänster hand som sitter intill lillfingret. De säger också att romerska män brukade bära sina ringar på detta sätt. Apion säger i sin egyptiska historia att anledningen till detta är, att när man öppnade människors kroppar, en sedvänja i Egypten som grekerna kallar ἀνατομαί anatomi, eller "dissekering," så fann man att en mycket fin nerv gick från fingret ifråga, ända till hjärtat; det verkar därför fullt rimligt att just detta finger skall hedras med en sådan prydnad, eftersom den verkar vara förbunden med detta främsta organ, hjärtat. | „ |
| – Attiska nätter, bok X, avsnitt 10 | |   |